# Palestine aux Jeux olympiques
La Palestine participe aux Jeux olympiques depuis 1996. Elle n'a jamais participé aux Jeux d'hiver.
La Palestine n'a jamais remporté de médailles.
Créé en 1934, le Comité olympique de Palestine a interrompu son activité à cause des différents événements politiques qui ont agité la scène palestinienne. Refondé en 1986, il est officiellement reconnu par le CIO en 1995 qui lui permet d'intégrer les Jeux olympiques d'Atlanta en 1996.